# Aamir Simms
Aamir Earl Simms (East Orange, Nueva Jersey, 17 de febrero de 1999) es un jugador de baloncesto estadounidense que pertenece a la plantilla del Napoli Basket de la Lega Basket Serie A, la primera división del baloncesto italiano. Con 2.03 metros de estatura, juega en la posición de ala-pívot.

## Trayectoria deportiva

### Universidad
Es un ala-pívot formado en Fluvanna County High School de Palmyra (Virginia) y en la Blue Ridge School de Saint George (Virginia), antes de ingresar en 2017 en la Universidad Clemson en Clemson (Carolina del Sur), donde jugaría durante cuatro temporadas en la NCAA con los Clemson Tigers.

#### Estadísticas
| Año     | Equipo  | PJ  | PT  | MPP  | %TC  | %3P  | %TL  | RPP | APP | ROB | TPP | PPP  |
| ------- | ------- | --- | --- | ---- | ---- | ---- | ---- | --- | --- | --- | --- | ---- |
| 2017–18 | Clemson | 34  | 12  | 15.4 | .473 | .326 | .577 | 3.2 | .6  | .2  | .9  | 4.0  |
| 2018–19 | Clemson | 34  | 34  | 26.6 | .441 | .331 | .750 | 4.6 | 1.0 | .6  | .7  | 8.1  |
| 2019–20 | Clemson | 30  | 30  | 31.6 | .474 | .400 | .705 | 7.2 | 2.6 | 1.0 | .8  | 13.0 |
| 2020–21 | Clemson | 24  | 24  | 29.7 | .532 | .400 | .825 | 6.4 | 2.7 | .9  | .7  | 13.4 |
| Total   | Total   | 122 | 100 | 25.3 | .481 | .362 | .730 | 5.2 | 1.6 | .7  | .8  | 9.2  |

### Profesional
Tras no ser drafteado en 2021, Simms se unió a los New York Knicks para disputar la Liga de Verano de la NBA de 2021 con los que promedió 3,8 puntos y 2,8 rebotes por partido. 
El 19 de agosto de 2021, firmó un contrato con los New York Knicks, donde fue despedido el 16 de octubre de 2021 y firmó por los Westchester Knicks de la NBA G League, donde promedió 11,3 puntos y 5,4 rebotes por partido. 
El 29 de julio de 2022, Simms firmó con Paris Basketball de la LNB Pro A.
El 19 de julio de 2023 fichó por el Reyer Venezia Mestre de la Lega Basket Serie A italiana.
El 19 de julio fichó por el Napoli Basket, también de la Lega Basket Serie A, la primera división del baloncesto italiano.